# Isobel Hoppar
Isobel Hoppar, född 1490, död 1538, var en skotsk adelskvinna, godsägare och hovfunktionär. Hon var guvernant till drottning Margareta Tudors dotter Margaret Douglas. 
Hon var dotter till den förmögne köpmannen Richard Hoppar i Edinburgh. Hon gifte sig cirka 1504 med ämbetsmannen John Murray (död 1513). Hon gifte sig andra gången vid okänd tidpunkt (före 1528) med adelsmannen Archibald Douglas av Kilspindie (död före 1536). Efter sin första makes död blev hon en betydande godsägare. 
Hennes andre make var bror till kungens styvfar Archibald Douglas, 6:e earl av Angus, som hade en stor maktställning under kungens omyndighet 1524-27. Under denna tid uppmärksammades Isobel som en dominant figur vid hovet och inom den mäktiga familjen Douglas. Hon blev genom sitt giftermål faster till änkedrottning Margareta Tudors dotter Margaret Douglas, och hon tycks ha fungerat som dennas sällskap; det är oklart exakt vilken ställning hon hade, men hon förmodas ha varit och omtalas ofta som dennas guvernant. Vid familjen Douglas fall 1528 tvingades de fly från Edinburgh. Hon åtföljde Margaret Douglas när denna i oktober 1528 sändes över gränsen till England, och fortsatte ingå som hennes hovdam vid hovet i England.